# Tarhe
Tarhe (Żuraw) (ur. ok. 1742, zm. 1818) – wódz indiańskiego plemienia Wyandotów zamieszkującego Kraj Ohio. Francuzi nazywali go Monsieur Grue, zaś Anglicy i Amerykanie Crane, co było dosłownym tłumaczeniem jego imienia.
W młodości Tarhe walczył z europejsko-amerykańską ekspansją. W roku 1774, pod rozkazami wodza Cornstalka, brał udział w bitwie pod Point Pleasant w dzisiejszej Wirginii Zachodniej i był jednym z trzynastu wodzów konfederacji plemion, którzy wzięli udział w bitwie pod zaporą z pni w 1794, kiedy to Indianie ponieśli druzgocącą klęskę z rąk generała Anthony'ego Wayne'a.
Po tej bitwie przeszedł na stronę Amerykanów. W roku 1812 – mimo że miał już 70 lat – odbył na czele swych ludzi u boku generała Williama H. Harrisona całą kampanię wojny z Brytyjczykami. Był również świadkiem śmierci Tecumseha w bitwie pod Moraviantown w Kanadzie.
Do śmierci przyjaźnił się z wieloma Amerykanami. Jako wódz-kapłan swego ludu przechowywał święty kalumet, który wiele lat wcześniej ceremonialnie palili wodzowie zawiązujący konfederację dla wspólnej obrony ziem plemiennych na północ od rzeki Ohio. Podczas uroczystości pogrzebowych po jego śmierci w Cranetown przemawiał inny sławny wódz indiański Czerwona Kurtka z plemienia Seneków.
Jego imieniem nazwano ciężki śmigłowiec transportowy Sikorsky CH-54 Tarhe.